# تشويبالسان
تشويبالسان (باللغة المنغولية: Чойбалсан) هي رابع أكبر مدينة في منغوليا. كان اسم المدينة سابقاً بيان تومين Bayan Tu'men (Баян Түмэн) حتى عام 1941، حيث غيّر اسمها القائد الشيوعي خورلوغين تشويبالسان. وهي عاصمة مقاطعة دورنود. تبلغ مساحتها 281 كم2 وترتفع 747 متر عن مستوى سطح البحر.

## الطقس
تشهد تشويبالسان مناخاً بارداً شبه قاحل، حيث يكون الشتاء بارداً وجافاً جداً وصيفاً دافئاً ورطباً. تتراوح درجات الحرارة القصوى بين  −41.6 ° C  و 41.2 °م (106.2 °ف) كما سجلت في 25 حزيران 2010.
| البيانات المناخية لـتشويبالسان     | البيانات المناخية لـتشويبالسان | البيانات المناخية لـتشويبالسان | البيانات المناخية لـتشويبالسان | البيانات المناخية لـتشويبالسان | البيانات المناخية لـتشويبالسان | البيانات المناخية لـتشويبالسان | البيانات المناخية لـتشويبالسان | البيانات المناخية لـتشويبالسان | البيانات المناخية لـتشويبالسان | البيانات المناخية لـتشويبالسان | البيانات المناخية لـتشويبالسان | البيانات المناخية لـتشويبالسان | البيانات المناخية لـتشويبالسان |
| الشهر                              | يناير                          | فبراير                         | مارس                           | أبريل                          | مايو                           | يونيو                          | يوليو                          | أغسطس                          | سبتمبر                         | أكتوبر                         | نوفمبر                         | ديسمبر                         | المعدل السنوي                  |
| ---------------------------------- | ------------------------------ | ------------------------------ | ------------------------------ | ------------------------------ | ------------------------------ | ------------------------------ | ------------------------------ | ------------------------------ | ------------------------------ | ------------------------------ | ------------------------------ | ------------------------------ | ------------------------------ |
| الدرجة القصوى °م (°ف)              | 1.3 (34.3)                     | 8.4 (47.1)                     | 21.4 (70.5)                    | 29.5 (85.1)                    | 36.8 (98.2)                    | 41.2 (106.2)                   | 39.1 (102.4)                   | 38.3 (100.9)                   | 31.6 (88.9)                    | 28.0 (82.4)                    | 15.2 (59.4)                    | 3.5 (38.3)                     | 41.2 (106.2)                   |
| متوسط درجة الحرارة الكبرى °م (°ف)  | −14.4 (6.1)                    | −10.7 (12.7)                   | −0.5 (31.1)                    | 10.5 (50.9)                    | 19.0 (66.2)                    | 24.9 (76.8)                    | 26.6 (79.9)                    | 24.4 (75.9)                    | 18.0 (64.4)                    | 8.8 (47.8)                     | −3.4 (25.9)                    | −11.8 (10.8)                   | 7.6 (45.7)                     |
| المتوسط اليومي °م (°ف)             | −20.5 (−4.9)                   | −17.7 (0.1)                    | −7.8 (18.0)                    | 2.6 (36.7)                     | 11.3 (52.3)                    | 17.6 (63.7)                    | 19.8 (67.6)                    | 17.9 (64.2)                    | 10.6 (51.1)                    | 1.5 (34.7)                     | −9.8 (14.4)                    | −17.6 (0.3)                    | 0.7 (33.2)                     |
| متوسط درجة الحرارة الصغرى °م (°ف)  | −25.5 (−13.9)                  | −23.9 (−11.0)                  | −14.8 (5.4)                    | −4.1 (24.6)                    | 3.8 (38.8)                     | 10.8 (51.4)                    | 14.4 (57.9)                    | 12.1 (53.8)                    | 4.9 (40.8)                     | −4.2 (24.4)                    | −15.2 (4.6)                    | −22.7 (−8.9)                   | −5.4 (22.3)                    |
| أدنى درجة حرارة °م (°ف)            | −41.6 (−42.9)                  | −38.3 (−36.9)                  | −36.6 (−33.9)                  | −20.3 (−4.5)                   | −8.7 (16.3)                    | 0.5 (32.9)                     | 4.4 (39.9)                     | 2.1 (35.8)                     | −6.0 (21.2)                    | −20.3 (−4.5)                   | −29.9 (−21.8)                  | −36.4 (−33.5)                  | −41.6 (−42.9)                  |
| الهطول مم (إنش)                    | 1.6 (0.06)                     | 1.9 (0.07)                     | 2.9 (0.11)                     | 6.3 (0.25)                     | 14.4 (0.57)                    | 39.0 (1.54)                    | 57.4 (2.26)                    | 43.3 (1.70)                    | 27.2 (1.07)                    | 7.7 (0.30)                     | 3.3 (0.13)                     | 2.6 (0.10)                     | 207.6 (8.16)                   |
| متوسط أيام هطول الأمطار (≥ 1.0 mm) | 0.6                            | 1.0                            | 0.7                            | 1.6                            | 3.2                            | 5.7                            | 8.7                            | 8.1                            | 4.6                            | 1.6                            | 1.1                            | 0.9                            | 37.8                           |
| ساعات سطوع الشمس الشهرية           | 198.5                          | 212.0                          | 266.1                          | 264.0                          | 294.9                          | 307.3                          | 297.9                          | 287.1                          | 258.2                          | 239.2                          | 199.5                          | 177.6                          | 3٬002٫3                        |
| المصدر: NOAA (1961-1990)           |                                |                                |                                |                                |                                |                                |                                |                                |                                |                                |                                |                                |                                |